# Маратхі (народ)
Мара́ти, мара́тхи, мара́тхі або магараштрійці (маратхі मराठी) — один з найбільших народів Індії, райони розселення якого приблизно збігаються з територією штату Махараштра, розташованого на заході країни. Хоча історія народу налічує більше двох тисяч років, він набув найбільшого значення, коли Імперія Маратха, створена Шіваджі Магараджем у 1674 році, підкорила більшу частину Південної Азії.
Говорять маратською мовою, що належить до південної групи індоарійських мов. Виявляє сильний вплив з боку дравідійських мов. Маратська література існує з XII століття. Використовується абетка деванаґарі.
Релігією більшості маратів є індуїзм. Серед інших вірувань поширені  іслам, християнство, буддизм, джайнізм, юдаїзм.

## Чисельність, розселення
За переписом населення в Індії 2001 року 71 936 894 особи назвали маратську мову рідною, це 7% населення країни. Марати становлять більшість населення штату Махараштра, значні їх групи проживають також у сусідніх штатах Гуджарат, Мадх'я-Прадеш, Телангана, Гоа, Карнатака.
| Штат                        | Населення     | Число маратів | Доля маратів, % |
| --------------------------- | ------------- | ------------- | --------------- |
| Махараштра                  | 96 878 627    | 66 643 942    | 68,79           |
| Карнатака                   | 52 850 562    | 1 892 783     | 3,58            |
| Мадх'я-Прадеш               | 60 348 023    | 1 266 038     | 2,10            |
| Гуджарат                    | 50 671 017    | 764 002       | 1,51            |
| Андхра-Прадеш (з Телангана) | 76 210 007    | 609 200       | 0,80            |
| Ґоа                         | 1 347 668     | 304 208       | 22,57           |
| Вся Індія                   | 1 028 737 436 | 71 936 894    | 6,99            |

Джерело: The Registrar General & Census Commissioner, India, New Delhi, Ministry of Home Affairs, Government of India. 
За межами Індії марати живуть у Непалі, США, Канаді, Великій Британії, Австралії, ПАР, Кенії, Танзанії.

## Історія
Згадки про предків маратів містяться у ведичній літературі та епічних джерелах. У давнину Махараштра об'єднувала області Апаранта, Відарба, Мулака, Ашмака, Дандака та ін. Царство Ашмака (Ассака) значиться серед шістнадцяти держав Магаджанапада VI-V ст. до Р. Х., які згадуються в буддійських і джайнійських джерелах.
У IV-III ст. до Р. Х. країна входила до складу імперії Маур'їв, це сприяло поширенню буддизму на захід та південь Індії. Близько 230 р. до Р. Х. Махараштра потрапила під владу династії Сатаваханів, яка правила в країні близько 400 років. Північні райони Махараштри у III-V ст. після Р. Х. перебували під владою династії Вакатаків. Вакатаки зробили магараштрі (один із пракритів), поряд із санскритом, державною мовою. Поряд із буддизмом, поширюється індуїзм, який у X ст. став панівною релігією.
У VI-VIII ст. країна потрапила під владу династії Чалук'я, центр володінь якої знаходився на території сусідньої Карнатаки. 753 року Чалук'їв повалили Раштракути. Держава Раштракутів була найсильнішою імперією центральною та південної Індії, сперечалася за владу над північним Індостаном з династіями Гуджара-Пратігарів та Палів. Держава Раштракутів вела активну зовнішню торгівлю, була добре відома арабським купцям і мандрівникам. Торгівля сприяла розвиткові ремесел і зростанню міст. Проіснувала держава до кінця X ст.
В XI-XII ст. на плато Декан домінували імперії Західних Чалук'їв і Чола. Династія Сеунів, відома ще як династія Ядавів, правила в Магараштрі в XIII-XIV ст. на думку частини вчених держава Ядавів була першою маратською імперією. У часи розквіту династія Ядавів володіла землями, що охоплювали сучасний штат Махараштра, північ Карнатаки, частину Мадх'я-Прадеш.
1321 року Ядави зазнали поразки від військ Делійського султанату. Після цього Магараштрою протягом наступних 300 років тут правили мусульманські династії Хілджі, Туґлак, Бахмані, Аділ-шахі, Нізам-шахі, Кутб-шахі. Ранній період мусульманського правління був відзначений введенням податку на не-мусульманське населення, знесенням храмів, насильницьким наверненням на іслам. Проте згодом ісламські правителі знайшли компроміс з переважно індуїстським місцевим населенням.

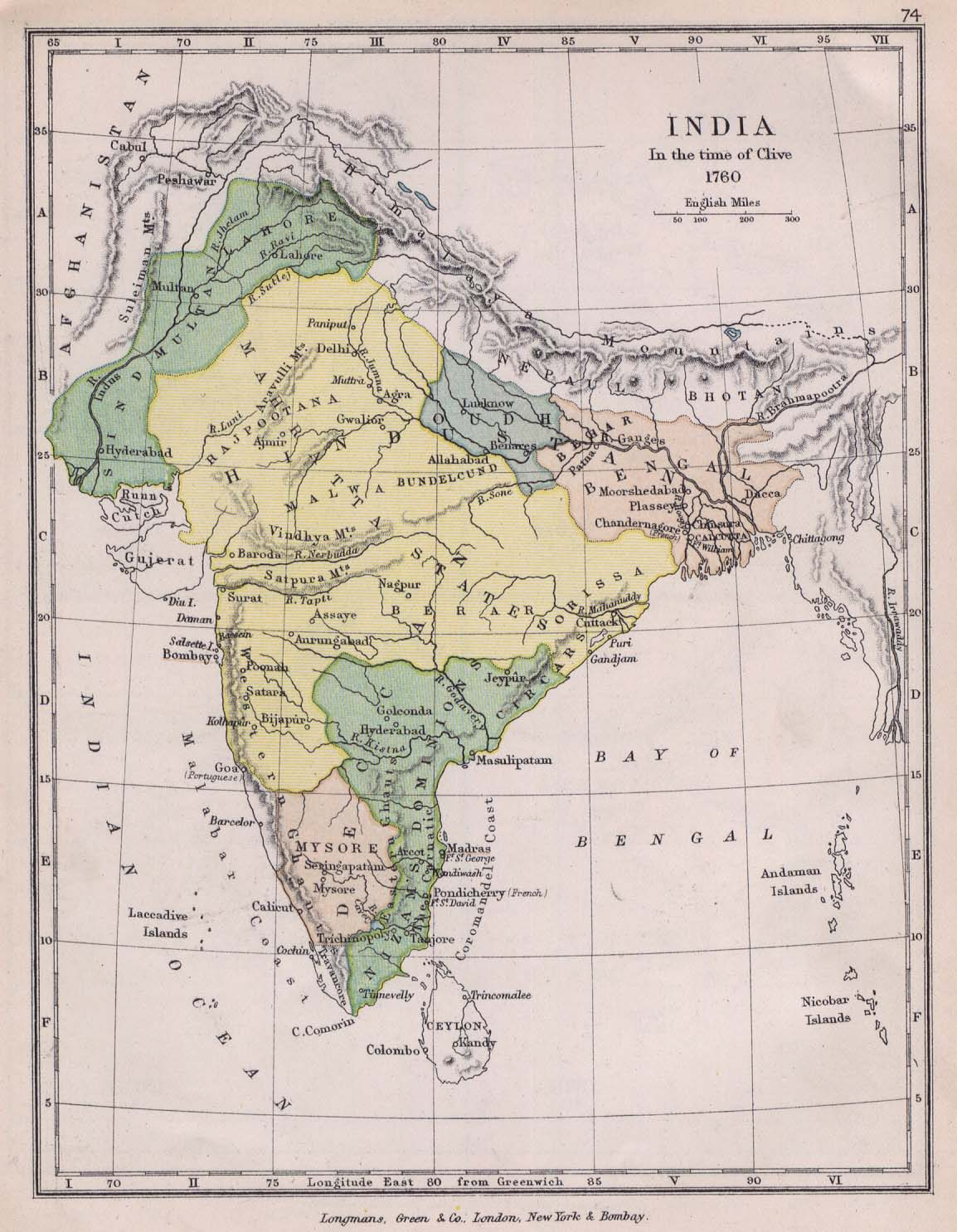
Індія в 1760 р., жовтим позначені володіння маратів

У середині XVII ст. Великі Моголи, що вже міцно закріпилися в Північній Індії, розпочали завоювання держав, розташованих на території Декану. Завойовницькі війни продовжувались близько 100 років, були підкорені Біджапур і Голконда. Найбільший опір Моголи зустріли з боку маратів. У 60-70-х роках XVII ст. марати під проводом Шиваджі добилися помітних успіхів. Спочатку Шиваджі вів боротьбу з Біджапуським султанатом Аділ-шахів, а починаючи з 1660 року, змушений був відбивати ще й напади Великих Моголів. 1670 року Шиваджі завдав відчутної поразки моголам, а 1674 року був коронований на імператора (чатрапаті). Таким чином постала держава Маратів, яка проіснувала до 1818 року. Територіальним ядром держави була область між річками Годаварі і Крішна.
Шиваджі помер 1680 року, але назавжди лишався національним героєм свого народу. Після смерті Шиваджі боротьба з Моголами йшла з перемінним успіхом, але марати крок за кроком розширювали свою територію, більше того, вони перейшли до завоювання земель інших народів. У XVIII ст. їх володіння охопили більшу частину сучасної Індії. Разом із тим центральна влада в країні помітно ослабла, реальним правителем стає пешва (перший міністр) і воєначальники, які отримали владу в окремих областях. Імперія Маратів перетворюється на конфедерацію фактично незалежних маратських князівств: Скіндії в Гваліорі, Голкари в Індаурі, Гаеквади в Бароді, Бонсле в Наґпурі та ін. Фактично ще одним князівством були володіння пешви з центром у Пуне. Після поразки у Паніпатській битві 1761 року від військ афганської імперії Дуррані просування маратів на північ припинилося.
В останній чверті XVIII ст. конфедерація фактично розпалась, більшість князівств більше не визнавала владу пешв. Ситуацією скористались британці, які в цей час вели колонізаторські війни в Індії. Вони стали активно втручатися у внутрішні справи маратських князівств, нацьковували одних правителів на інших. Після трьох англо-маратських війн, які тривали з 1775 р. до 1817 р. останній пешва Баджі Рао II змушений був капітулювати і поступитися своїми володіннями на користь англійців. Більша частина самої Махараштри увійшла до складу Бомбейського президентства, решта територій була поділена між князівствами, що перебували під непрямим управлінням.
Британське правління тривало більше ста років і викликало величезні зміни в соціальній, економічній та культурній сферах життя народу.
1947 р. маратські землі увійшли до складу незалежної Індії. 1950 р. на землях колишнього Бомбейського президентства було утворено штат Бомбей. 1956 р. до його складу увійшли маратські області Відарба, що відійшла від штату Мадх'я-Прадеш, та Маратвада — від штату Гайдерабад. 1960 р. штат Бомбей за лінгвістичною ознакою був розділений на два штати: Махараштра і Гуджарат.

## Культура
Основними заняттями є землеробство (вирощують просо, пшеницю, рис, кукурудзу, бобові, арахіс, кунжут, льон, бавовник, тютюн, цукрову тростину), а також городництво та садівництво (переважно в околицях Мумбаї). На узбережжі культивують кокосову пальму, банани, там розвинене також молочне скотарство. Головне місце в ремісничому виробництві займає виготовлення бавовняних орнаментованих тканин і виробів із таких різновидів тканини. Інші ремесла: різьблення по дереву, каменю, слоновій кістці, рогу, виготовлення виробів із міді з карбуванням і накладним орнаментом, плетених виробів, дитячих ляльок. У минулому окремою галуззю ремесла було зброярство. Близько третини маратів живе у містах, вони працюють переважно в промисловості.
Зберігаються касти, що поділяються на екзогамні групи (куль), які мають свої тотеми (девакі). У кожному маратському селі можна зустріти представників різних каст. Основною землеробською кастою Махараштри є кунбі. Представники «недоторканих» каст виконують традиційні обов'язки ремісників і слуг: чамари є чинбарями, манги в'яжуть мотузки тощо. В обов'язки «недоторканих» каст входить також прибирання сіл, вивоз і розбирання туш худоби, що здохла, прання, виконання обов'язків слуг і посильних, догляд за худобою та конями державних службовців тощо.

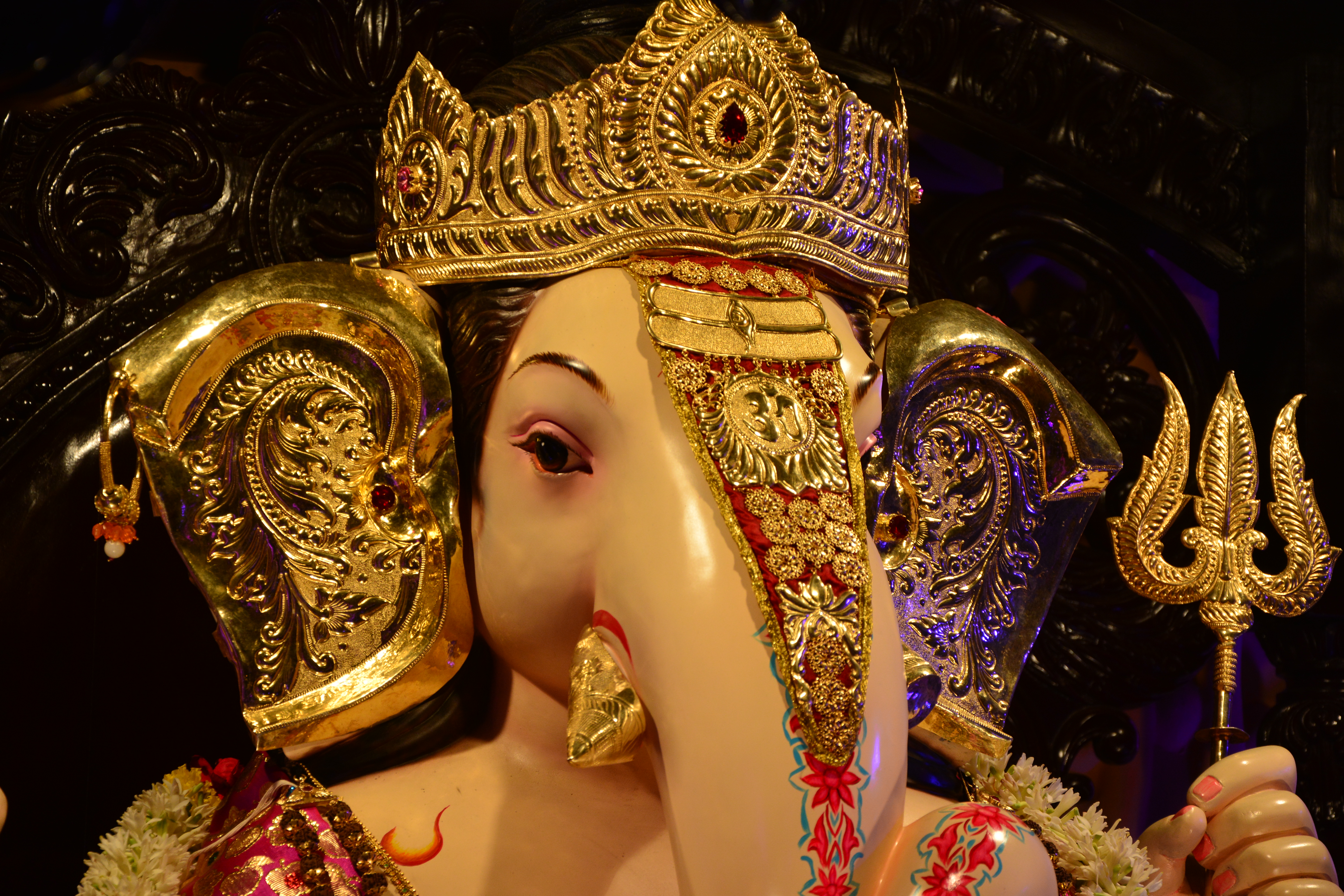
Статуя Ґанеши на святкуванні в Пуне

Села великі, зазвичай вони поділяються на квартали (алі), в яких живуть члени декількох або однієї касти. Традиційні хати заможні селяни будують з випаленої цегли, стіни білять, хата має дах із черепиці, часто двосхилий, обов'язковим елементом є внутрішнє подвір'я. Люди з меншим достатком мають однокамерні або двокамерні глинобитні або кам'яні хати з плоским глинобитним дахом; на узбережжі поширені хати з високим двосхилим черепичним дахом. Традиційне міське житло — це цегляний будинок з низьким двосхилим дахом, критим черепицею напівциліндричної форми.
Традиційний чоловічий одяг - сорочка з прямими рукавами, куртка з прямими застібками, дхоті або вузькі штани, різноманітні тюрбани. Жінки вдягають сарі, часто задраповані у вигляді шаровар. У жінок, що належать до високих каст, сарі може досягати довжини 10 метрів, у представниць нижчих каст сарі коротке й вузьке. На плечі маратські жінки вдягають звичні в Індії короткі кофтини, які щільно обтягують груди і плечі. Багато жінок в Магараштрі, особливо в її північних районах, носять широку спідницю і кофту.
У містах, як і скрізь у Індії, зазвичай носять європейське вбрання.
У Магараштрі багато шиваїтів і вішнуїтів. На честь бога Шиви споруджено багато храмів. Головне індуїстське свято у маратів присвячене синові Шиви богу мудрості Ґанеші, центр культу якого знаходиться в місті Пуне, історичній столиці Махараштри. Триває це свято 10 днів, вони збирає багато паломників. Воно супроводжується ходою, театралізованими виставами, ритуальними танцями.

## Видатні марати
- Тукарам (1598/1608-1649/1650) — маратський поет, філософ, соціальний реформатор часів династії Шиваджі.
- Самарт Рамдас (1608-1681) — маратський містичний поет та композитор часів правління Шиваджі.
- Шиваджі (1630-1680) — засновник імперії Маратів, спочатку магараджа, у 1674–1680 роках чхатрапаті (імператор).
- Самбаджі (1657-1689) — 2-й чхатрапаті (імператор) держави маратів у 1680–1689 роках.
- Раджарам (1670-1700) — 3-й чхатрапаті (імператор) держави маратів у 1689–1700 роках.
- Тара Баї (1675-1761) — магарані, регент держави маратів у 1700–1707 роках, фактична правителька князівства Колапур.
- Шахуджі (1682-1749) — 5-й чхатрапаті (імператор) держави маратів у 1707–1749 роках.
- Малар Рао Голкар (1693-1766) — маратський магараджа в Мальві, засновник династії Голкарів.
- Баджі Рао I (1700-1740) —  6-й пешва (перший міністр) держави маратів у 1720–1740 роках.
- Баладжі Баджі Рао (1720-1761) — 7-й пешва держави маратів у 1740–1761, за правління якого держава досягла найбільшого розквіту.
- Махаджі Скіндія (1730-1794) — магараджа Гваліора.
- Вішнудас Баве (1819-1901) — драматург, що писав маратською мовою, театральний діяч часів Британської Індії, заклав підвалини професійного театру й драми.
- Лакшмі Баї (1828-1858) — рані (княгиня) Джансі, один з військових лідерів повсталих сипаїв.
- Анасагеб Кірлоскар (1843-1885) — драматург, творець нової жанрової форми — санґіт — музичної драми, яка уславила маратський театр.
- Локманья Бал Гангадар Тілак (1856-1920) — сходознавець, педагог, соціальний реформатор і борець за державну незалежність Індії.
- Кешавсут (1866–1905) — маратський поет часів Британської Індії.
- Гарі Нараян Апте (1864–1919) — письменник, прозаїк, драматург, поет.
- Крушнаджі Халдікар (1872–1948) — письменник, драматург, журналіст.
- Бхімрао Рамджі Амбедкар (1891-1956) — юрист, політичний діяч, основний автор проекту Конституції Індії.
- Лата Мангешкар (народилась 1929) — одна з найвідоміших закадрових співачок Боллівуду.
- Пратіба Патіл (народилась 1934) — 12-тий Президент Індії (2007-2012) та перша жінка на цій посаді.
- Джаянт Нарлікар (народився 1938) — астрофізик, співавтор теорії Гойла-Нарлікара, письменник.
- Лакшман Лонде (1944-2016) — письменник-романіст, автор книжок науково-фантастичного жанру.
- Сачин Тендулкар (народився 1973) — гравець у крикет, один із найкращих бетсменів в історії цього виду спорту.